# Urmărirea (Star Trek: Generația următoare)
„Urmărirea” (titlu original: „The Chase”) este al 20-lea episod din al șaselea sezon al serialului TV american științifico-fantastic Star Trek: Generația următoare și al 146-lea episod în total. A avut premiera la 26 aprilie 1993.
Episodul a fost regizat de Jonathan Frakes după un scenariu de Joe Menosky bazat pe o poveste de Menosky și Ronald D. Moore. Invitat special este Norman Lloyd în rolul lui Richard Galen. 

## Prezentare
Jean-Luc Picard încearcă să termine ultima misiune monumentală a vechiului său profesor de arheologie: rezolvarea unui puzzle (un vechi mister genetic) care îi conduce pe oameni, romulani, klingonieni și cardassieni la secretul vieții din această galaxie, dezvăluind originea vieții umanoide.

## Actori ocazionali
- Salome Jens - Ancient Humanoid
- John Cothran, Jr. - Nu'Daq
- Maurice Roëves - Romulan Captain
- Linda Thorson - Ocett
- Norman Lloyd - Profesor Richard Galen